# Sabu
Sabu, rigtigt navn: Terry Michael Brunk (født 12. december 1964, død 11. maj 2025) var en amerikansk wrestler. Han blev tre gange world heavywight champion, to gange ECW champion og en gang NWA Champion.